# Heike Dorsch
Heike Dorsch (* 1974 in Würzburg) ist eine deutsche Diplom-Betriebswirtin,  Blauwasserseglerin und Autorin.

## Werdegang
Dorsch schloss ihre Ausbildung als Diplom-Betriebswirtin ab und arbeitete bis April 2008 als Produktmanagerin in Hamburg. Im Alter von zwanzig Jahren lernte sie Stefan Ramin aus Pinneberg kennen. Gemeinsam brachen sie 2008 zu einer Weltumseglung auf.
Am 9. Oktober 2011 wurde ihr Lebensgefährte auf der Pazifikinsel Nuku Hiva von dem Einheimischen Arihano Haiti erschossen, zerstückelt und verbrannt. Das Paar hatte den Mann tags zuvor in einem kleinen Dorf kennengelernt. Der Fall sorgte als Kannibalen-Mord weltweit für Aufsehen, spätere Ermittlungen ergaben jedoch keine Hinweise auf Kannibalismus. Der Täter wurde am 16. Mai 2014 zu 28 Jahren Freiheitsstrafe verurteilt.
Im Herbst 2012 veröffentlichte Dorsch das Buch Blauwasserleben, in dem sie von der Abenteuerreise und dem Verlust ihres Freundes berichtet. Es erreichte die Spiegel-Bestsellerliste. Das ZDF verfilmte das Buch unter dem gleichnamigen Titel, die TV-Erstausstrahlung erfolgte am 15. März 2015. Heike Dorsch war selbst in die Dreharbeiten involviert.

## Schriften
- Blauwasserleben: Eine Weltumsegelung, die zum Albtraum wurde. Malik, München 2012, ISBN 978-3-89029-420-9.
- Der Traum vom Segeln. National Geographic Deutschland, Gruner und Jahr/RBA 2014, ISBN 978-3-86690-362-3.